# Dorina Mihai
Dorina Mihai (n. 1 iunie 1981) este o scrimeră română specializată pe sabie, campioană mondială în 2003.

## Carieră
Mihai a început să practice scrima la școală generală la sfatul unui profesor, care a îndrumat-o spre floretă. A fost pregătită de Florin Nicolae și Florin Nicolae. Dezamăgită de faptul că nu a câștigat nici o medalie după unsprezece ani, s-a gândit de a renunța, dar a decis în cele din urmă să încerce sabia cu antrenorul Emil Oancea.
Schimbarea s-a dovedit inspirată: clasată pe locul 47 mondial înaintea Campionatului Mondial din 2003, a ajuns în finala de la Havana după ce a trecut succesiv de cubana Ana Faez Miclin în sferturi, apoi de italianca Gioia Marzocca. A întâlnit-o pe campioana mondială Tan Xue din China și s-a impus la o tușă, cucerind medalia de aur. O anumită împrejurare făcuse că nu a avut masca la competiție. A trebuit să folosească o mască cu vizieră transparentă din policarbonat Lexan, pe care Federația Internațională de Scrimă o promova pentru că arată fața scrimerului. Cucerind titlul mondial, Mihai și a câștigat premiul de 10.000 de dolari oferit de FIE celui mai bun scrimer cu o masca Lexan. Pentru această realizare a fost numită cea mai bună sportivă a anului.
A renunțat la Jocurile Olimpice din 2004 de la Atena să se căsătorească cu sabrerul Cristian Lupu și să dea naștere la un fiu, Luca Nicolas. Cătălina Gheorghițoaia a mers la Jocurile Olimpice în locul ei și s-a clasat pe locul patru. Rezultatele lui Mihai după revenire în competiție au fost slabe. Când lotul național a fost desființă prin lipsa de bani înaintea Mondialelor din 2007, a decis să pună punct carierei la doar 26 de ani. Fiind legitimată la CS Dinamo București, care este în subordinea Ministerului de Interne, a ales să lucreze în Poliție.